# Joel H. Spencer

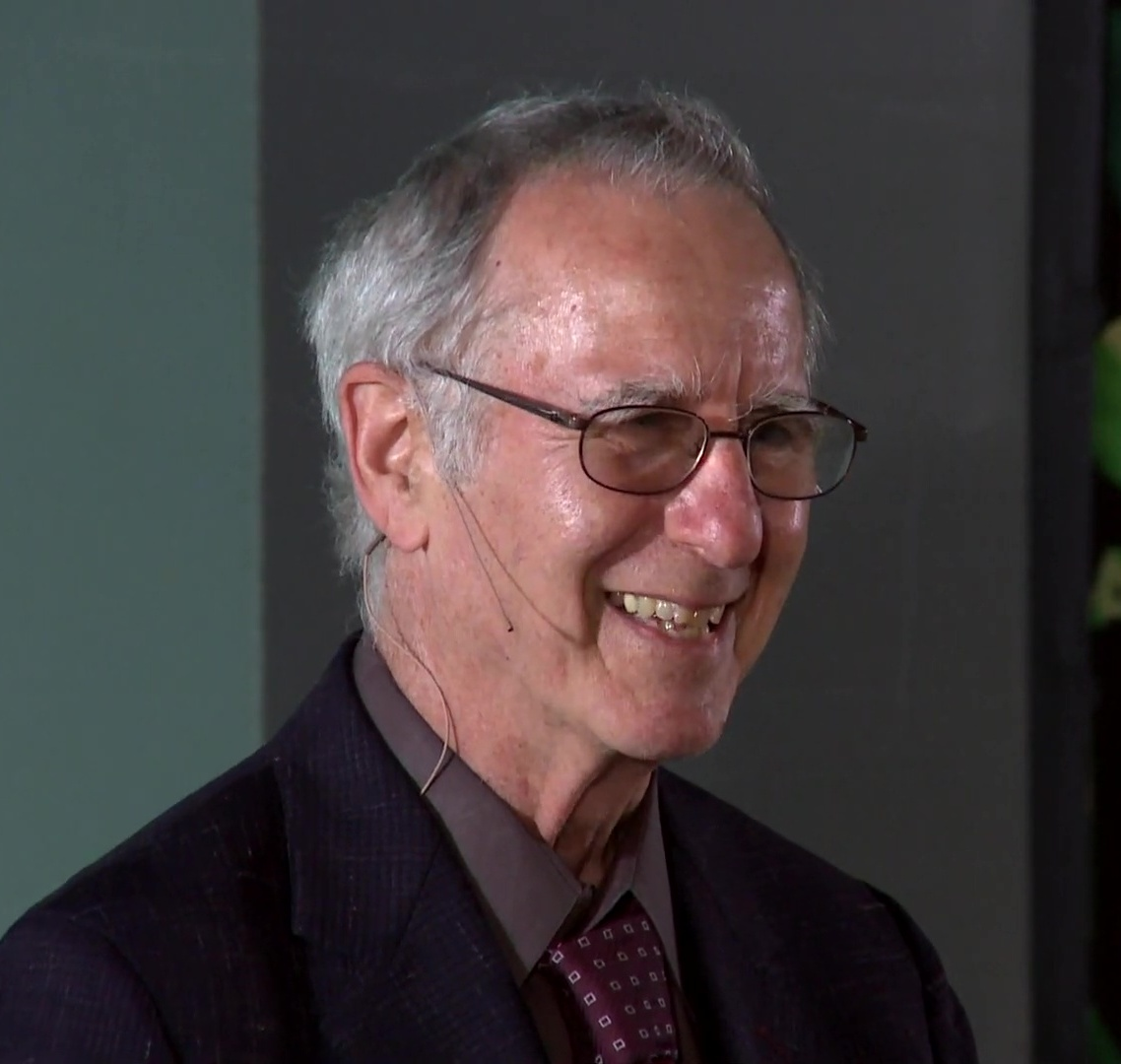
Joel H. Spencer, 2019

Joel H. Spencer (* 20. April 1946 in Brooklyn) ist ein US-amerikanischer Mathematiker (Kombinatorik) und Informatiker.
Spencer gewann als Jugendlicher 1962 den Putnam-Wettbewerb, studierte am Massachusetts Institute of Technology (Bachelor 1965) und wurde 1970 bei Andrew Gleason an der Harvard University promoviert (Probabilistic methods in combinatorial theory). 1967/68 war er an den Bell Laboratories und danach bis 1971 bei der Rand Corporation. Ab 1971 lehrte er an der University of California, Los Angeles, ab 1972 am MIT und ab 1975 an der State University of New York at Stony Brook. Ab 1988 war er Professor am Courant Institute of Mathematical Sciences of New York University. Er war unter anderem Gastwissenschaftler am Institute for Advanced Study (1997, 1998), am Mittag-Leffler-Institut, bei Microsoft, an der Universität Melbourne, in Budapest und am Weizmann-Institut.
Spencer ist ein Schüler von Paul Erdős. Er beschäftigte sich mit Ramseytheorie, asymptotischer Kombinatorik und probabilistischen Algorithmen und Methoden. Von 1977 bis 1981 war er Sloan Research Fellow. 1994 war er Invited Speaker auf dem Internationalen Mathematikerkongress in Zürich (Probabilistic methods in combinatorics). 1984 erhielt er den Lester Randolph Ford Award. Er ist Fellow der American Mathematical Society. Für 2021 wurde ihm der Leroy P. Steele Prize für Mathematical Exposition zuerkannt.
Von 1987 bis 1989 hatte er eine mathematische Kolumne (Brain Bogglers) im Discover Magazin (als Maxwell Carver).

## Schriften
- mit Paul Erdős: Probabilistic methods in combinatorial mathematics, Academic Press, Akademiai Kiado 1974
- mit Paul Erdős, Noga Alon: The probabilistic method, Wiley 1992, 3. Auflage 2008
- Ten lectures on the probabilistic method, SIAM 1987, 2. Auflage 1994
- mit Ronald Graham, Bruce Lee Rothschild Ramsey Theory, Wiley, 2. Auflage 1990
- The strange logic of random graphs, Springer 2001